# Ahrid Hannaley
Ahrid Hannaley Suárez Pérez-Tejada (México, 3 de mayo de 1987) es una actriz mexicana, que ha participado en varias telenovelas. Ha actuado en la cadena Telemundo en las telenovelas: Marido en alquiler y Corazón valiente.

## Carrera
De ascendencia europea, debuta como actriz en 1999 en la telenovela DKDA: Sueños de juventud donde interpreta a Verónica Holst. Ha participado en varios comerciales sobre empresas y productos tales como: Movistar, Canal 5 Reinventa, Delaware Punch, Liverpool, Pétalo, y Polly Pocket. 
Después de terminar su bachillerato en Ciudad de México, viaja a los Estados Unidos de América, país que le da oportunidad, para comenzar en la actuación. Estudia teatro y hace varias obras de teatro de ensayo. Así, con su carrera encaminada, vuelve a su país natal que le da la oportunidad de actuar en DKDA: Sueños de juventud, siendo este su primer papel triunfal. En el teatro inicia con una pequeña obra. Sigue con la telenovela Siempre te amaré, donde interpreta a Rossana y así cada vez se le abren más puertas. Continúa en las telenovelas Rebelde, Alborada y Código postal, que le abre caminos nuevamente a los Estados Unidos, por lo que concluye su carrera en México, donde ha actuado en más de 10 obras de teatro y 4 musicales.
Después de Televisa, va a Univisión con la telenovela Corazón apasionado, en la que interpreta a Regina. En 2012 viaja a la Unión Americana y es contratada para Corazón valiente, donde interpreta a Cecilia, la secretaria. En 2013 actúa en Marido en alquiler, donde interpreta a Beatriz Lobos, amiga de la doctora Perkins. Los programas unitarios en los que participó son Hoy, Otro rollo, conducido por Adal Ramones, El cubo de Donalú, En familia, con Chabelo, y La familia P. Luche. También ha actuado en María Belén (2001), Rebelde y Alborada. Ha sido presentadora del programa Suelta la sopa, de la cadena Telemundo.

## Filmografía

### Telenovelas
- Milagros de navidad  (2017) - Casey (Telemundo)
- La fan (2017) - Karina (Telemundo)
- Bajo el mismo cielo (2015-2016) - Isabel Garrido (Telemundo)
- Marido en alquiler (2013-2014) - Beatriz Lobo (Telemundo)
- Corazón valiente (2012-2013) - Cecilia de los Ríos (Telemundo)
- Corazón apasionado (2012) - Regina (Univisión)
- Código postal (2006-2007) - Pilar (Televisa)
- Alborada (2005) - Laroja (Televisa)
- Rebelde (2004-2006) - Consuelo (Televisa)
- María Belén (2001) - Hannah (Televisa)
- Siempre te amaré (2000) - Rossana Banderas (niña) (Televisa)
- DKDA: Sueños de juventud (1999-2000) - Verónica (Televisa)

### Películas
- La vida en soledad (2010)
- Gente rara (2009) - Gabriela
- Tenías que ser tú - Jéssica
- Punto muerto

### Series
- Coqueteando con la muerte
- El cartel (2008) - Miami
- La rosa de Guadalupe (2008) - Rebeca
- Vecinos (2007) - La Yeyis

### Teatro
- No hay que llorar como Luisa
- Sueño de una noche de verano como Titania
- Casa llena de bebés como Reneé
- Condenado a muerte Karina / Elena
- Los Magos... Pandora
- Annie, el musical
- A Chorus Line, musical
- Amante a la antigua, musical
- Nosotros

### Programas unitarios
- "Hoy"
- Otro rollo
- "Aquí entre dos"
- "Nuestra casa"
- "Ellas con las estrellas"
- "Celebremos México"
- "Por los buenos mexicanos"
- El cubo de Donalú
- "En Familia Con Chabelo"
- "Especiales de Navidad y Año Nuevo"
- "Vamos México"
- La familia P. Luche
- "Magic City"
- "Suelta la sopa"